# Изящная эпоха (фильм)
«Изящная эпоха» (исп. Belle Époque — «Прекрасная эпоха», или «Эра красоты») — испанский кинофильм 1992 года режиссёра Фернандо Труэбы. Лауреат премии «Оскар».

## Сюжет
Действие происходит в 1931 году, незадолго до провозглашения Второй Испанской Республики, в политически разделённой между республиканцами и традиционалистами Испании. Молодой дезертир Фернандо, на одну ночь останавливается в большом загородном доме пожилого художника по имени Маноло. Однако вскоре в дом приезжают четыре молодые и привлекательные дочери художника, и Фернандо решает остаться. Он по очереди вступает с ними в романтические и сексуальные отношения, однако, с каждой возникает какая-то проблема, из-за которой отношения обречены на провал. Клара является вдовой, недавно потерявшей мужа, и Фернандо нужен ей лишь для утешения. Виолетта — лесбиянка, и Фернандо привлекает её лишь однажды, когда ради костюмированного бала одевается женщиной. Росио пытается выйти замуж за Хуанито — выходца из состоятельной семьи карлистов, а Фернандо для неё лишь мимолётное увлечение. Но отец девушек предлагает ему запастись терпением. В конце концов, Фернандо осознаёт, что лучшей партией для него является самая младшая дочь художника, юная и невинная Лус, которая давно в него влюблена.

## В ролях
- Хорхе Санс — Фернандо
- Фернандо Фернан Гомес — Маноло
- Марибель Верду — Росио (дочь Маноло)
- Ариадна Хиль — Виолетта (дочь Маноло)
- Пенелопа Крус — Лус (дочь Маноло)
- Мириам Диас Арока — Клара (дочь Маноло)
- Габино Диего — Хуанито (жених Росио)
- Чус Лампреаве — Дона Асун (мать Хуанито)
- Агустин Гонсалес — Дон Луис (священик)
- Мари Кармен Рамирез — Амалия (жена Маноло)
- Мишель Галабрю — Данглар (импресарио)
- Мария Галиана — Полония (мать Хуанито)

## Награды
- Премия «Оскар» как лучшему иностранному фильму
- 9 премий «Гойя».